# Penisola di Gower
La penisola di Gower (Gŵyr in gallese) è una penisola della Gran Bretagna. Fu la prima "Area di bellezza naturale eccezionale" delle isole britanniche.

## Caratteristiche
Gower è conosciuta per le sue coste ed è famosa per i suoi sentieri da passeggio, mentre all'interno prevale il terreno coltivabile. Città di una certa grandezza è Swansea, situata a est della penisola. La popolazione risiede soprattutto in piccoli villaggi, di cui i più conosciuti sono The Mumbles, Rhossili, Pennard, Port Eynon, Oxwich, Bishopston, Ilston, Parkmill e Kittle. Il litorale del sud della penisola è caratterizzato da una serie di piccole baie rocciose o sabbiose, tra le quali Langland, Caswell, Tre scogliere.
La penisola è limitata da Swansea a est e dall'estuario di Loughor a nord.

## Storia
Dopo l'occupazione normanna di Glamorgan, la signoria di Gwyr o Gower passò nelle mani degli inglesi e la parte occidentale divenne di conseguenza una delle più anglicizzate del Galles. Villaggi del nord-est come Penclawdd e Gowerton rimasero invece strettamente legato alla lingua gallese fino alla metà del XX secolo. All'estremità della penisola si trova il Faro di Whiteford.

## Economia
Sotto il profilo economico, l'agricoltura resta importante nell'area, ma il turismo sta giocando un ruolo sempre maggiore nella vita della popolazione ed un esempio è la Baia di Caswell.